# Mariam Kaleem Agyeman-Buahin
Mariam Kaleem Agyeman-Buahin est née le 1er novembre 1984. Elle est spécialiste marketing de la technologie financière et consultante en marque ghanéenne. Elle est responsable de marque et de marketing chez Letshego Holdings,,.

## Biographie

### Jeunesse et éducation
Mariam Kaleem Agyeman-Buahin est née au Ghana. Elle obtient sa certification de niveau ordinaire et avancé à la Ghana International School, Cantonments-Accra. Elle poursuit ensuite ses études supérieures à l'Université des Sciences et Technologies Kwamey Nkrumah (KNUST), à Kumasi, où elle étudie la licence en conception de communication (spécialisation en publicité, communication marketing intégrée et emballage).

### Carrière
Agyeman-Buahin commence sa carrière en tant que responsable de projets et de service client chez Media Whizz Kids Limited (filiale de MMRS Ogilvy Group). Avant de rejoindre Letshego, Agyeman-Buahin est employée par Standard Chartered Ghana . Elle rejoint le groupe bancaire international en septembre 2016 en tant que responsable pays de la marque, du marketing et du sponsoring avant de devenir responsable de la banque numérique et de l'inclusion financière et des partenariats d'entreprise. Avant de se lancer dans le secteur bancaire, Agyeman-Buahin travaille avec le responsable de l’engagement de la marque et du parrainage de Vodafone Ghana. Elle travaille actuellement à travers l'Afrique, en se concentrant sur la sensibilisation et l'amélioration de l'accessibilité des produits et solutions financières visant à mobiliser les populations mal desservies.

### Récompenses
- Prix de l'excellence de la marque, Woman Choice Awards Africa, 2023[5]
- Personnalité Femtech de l'année, Ghana Ladies in Technology, 2021[6],[7],[8].